# Daorung Chuvatana
Daorung Chuvatana (thailändisch ดาวรุ่ง ชูวัฒนะ, RTGS Dao-rung Chu-vatana; * 1. April 1969 im Landkreis Nam Pat der Provinz Uttaradit, Nord-Thailand) ist ein ehemaliger thailändischer Boxer im Bantamgewicht.

## Profikarriere
Daorung begann seine 1985 Profikarriere. Am 16. Juli 1994 boxte er gegen John Michael Johnson um den Weltmeistertitel des Verbandes WBA und siegte durch technischen K. o. in Runde 1. Diesen Titel verteidigte er zweimal und verlor ihn im September des darauffolgenden Jahres an Veeraphol Sahaprom nach Punkten.
Am 27. Oktober 1996 errang er den Titel erneut, als er Nana Yaw Konadu durch „technische Entscheidung“ in der 10. Runde besiegte. Im darauffolgenden Jahr verteidigte er ihn gegen Félix Machado nach Punkten; er verlor ihn später gegen Nana Yaw Konadu durch technischen Knockout. Gleich danach beendete er nach 61 Siegen bei 7 Niederlagen seine Karriere.